# Catarina de Lencastre, Viscondessa de Balsemão
D. Catarina Micaela de Sousa César e Lencastre (Guimarães, 29 de setembro de 1749 - Porto, 4 de janeiro de 1824), 1.ª viscondessa de Balsemão, foi uma poetisa consagrada na sua época. Grande parte dos seus poemas e a totalidade das peças de teatro permanecem em manuscrito.

## Vida e obra
Catarina Micaela de Sousa César e Lencastre nasceu em Guimarães, a 29 de Setembro de 1749, dia de São Miguel, anjo que lhe ficou no nome.
Eram muitos os membros da família que juntavam o prestígio político à atividade literária. Algumas composições de seu pai circularam impressas e era sobrinha-neta da escritora Soror Maria do Céu.
Por algumas dessas razões, Catarina de Sousa desde muito jovem contactou com os círculos literários da sua época. Embora não se conheçam composições suas dessa primeira fase, Nicolau Tolentino referiu, mais tarde, os seus talentos juvenis, e João José Pinto de Vasconcelos, o único que a crisma com o nome de Célia, parece confirmá-lo: "Preclara, sábia Célia, a quem Minerva/ Prepara desde o berço/ Por teus sublimes dotes...". Casa por procuração com Luís Pinto de Sousa Coutinho, herdeiro da Casa de Balsemão, a 21 de Agosto  de 1767 de quem se conhece também alguma obra poética. Iria em 1774 para Inglaterra com o marido, então enviado extraordinário e depois ministro plenipotenciário na corte de Londres, tendo por isso muitos dos filhos nascido em Inglaterra.
Catarina de Lencastre, pouco após ter chegado a Londres, tomou a resolução de não aparecer em sociedade durante um ano, preparando leituras, aprendendo línguas, só depois abrindo as portas da sua casa. Não deixa de vir pontualmente a Portugal, talvez acompanhando o marido, a quem cabem cada vez mais responsabilidades políticas. Luís Pinto de Sousa é o embaixador encarregado de negociar em Madrid o casamento do Príncipe D. João com a Princesa D. Carlota Joaquina; em 1788, é titular da Secretaria de Estado dos Negócios Estrangeiros e da Guerra; em 1800, chega a Ministro do Reino. Por decreto de 14 de agosto de 1801, recebe o título de 1.º Visconde de Balsemão.
A esse protagonismo político de Luís Pinto de Sousa parece corresponder uma cada vez maior visibilidade social e literária de Catarina de Lencastre. É de 1788 a primeira compilação que conhecemos dos seus poemas. Seria a primeira de muitas coleções de manuscritos, quase sempre apógrafos, da responsabilidade de amigos, já que muitas vezes improvisava e outros escreviam o que ditava. Nos salões literários de Lisboa, foi dialogando em relação de igualdade com outros poetas: Bocage, Nicolau Tolentino de Almeida, António Ribeiro dos Santos, Teresa de Melo Breyner, Joana Isabel Forjaz, Manuel Silva Alvarenga, Curvo Semedo, José Agostinho de Macedo, etc. Algumas composições suas seriam por isso editadas postumamente e atribuídas a outros. É o caso do soneto "Fecunda Natureza, em vão procura/ Contigo competir arte engenhosa", que figura nas obras impressas de Leonor de Almeida (Marquesa de Alorna). Ou o do soneto "Zoroastro na Pérsia, Hermes no Egipto,/ No símbolo da luz, no da serpente/ Ao mundo deram leis", ainda hoje nas poesias de Paulino António Cabral, mais conhecido por Abade de Jazente. Envolve-se aparentemente até em algumas decisões políticas, a que aludem, por exemplo, alguns poemas da Marquesa de Alorna ou comentários de Filinto Elísio, Francisco Manuel do Nascimento.
Depois do falecimento do marido, em 1804, o ritmo de produção e o número de compilações parece até aumentar. Os temas das suas poesias foram-se tornando cada vez mais políticos. Primeiro a Revolução Francesa, a Guerra das Laranjas, e depois da partida da corte para o Brasil, as invasões francesas, a revolta do Sinédrio (e ainda o recrudescimento das cisões políticas que levarão Portugal à guerra civil entre miguelistas e liberais), são episódios que vão inspirando muitos dos seus poemas heróicos. Catarina de Lencastre lamentava então a impossibilidade de as mulheres defenderem com a espada os seus ideais: “Se aos campos, aonde ides colher louros,/ Eu seguir-vos pudera […]".
Mas cantaria sempre, e até muito tarde, o sentimento amoroso, ainda quando a velhice foi tolhendo a agilidade da mão. Entre Lisboa, Porto, Lamego ou São João da Pesqueira, ora louvava os heróis, a urgência da luta pela liberdade, ou a legitimidade de D. Miguel, ora se enternecia pela delicadeza da luz na paisagem, ou do gesto de uns morangos oferecidos.
Soltando a vista pelos largos mares,

Ora fixando-a sobre a branca areia,

Não me figura nunca a minha ideia

Mais que a imagem de cruéis pesares. 

Se elevo o pensamento até aos ares

Somente o objecto do meu mal vareia [sic],

E bem que às vezes já menos o creia

Crescem de novo os males a milhares. 

Abatida, ao silêncio convidada,

Deixando à reflexão um livre acesso

Vejo que sobre mim não posso nada. 

Menos aflita então do que padeço

Tiro, da reflexão desenganada,

Que não sou infeliz, pois me conheço.— Catarina de Lencastre  Poesias Escolhidas
Em 1821, com quase 72 anos, subiu ao palco do Teatro de São Carlos, em Lisboa, para cantar os libertadores da Pátria que pedem o regresso do Rei a Portugal. Escreve o neto da Marquesa de Alorna nas suas Memórias: "Vi muitas vezes a velha Viscondessa de Balsemão, viúva do famoso Ministro Luiz Pinto, avó do actual Visconde, contemporânea e amiga de minha Avó e sua rival como poeta, bater as palmas, pedir silêncio à plateia e recitar varias odes e sonetos em louvor do General em chefe do Exército revolucionário, Gaspar Teixeira, seu próximo parente".
No final do ano de 1823, fica acamada. Passa o novo ano já muito doente. Depois de sacramentada, poucas são as forças que lhe restam. Mas gasta-as a ditar poemas ao confessor que lhe dá a extrema-unção:
"Grande Deus, que do alto desse trono

Lanças o braço ao pecador contrito,

Escuta do remorso o humilde grito,

Das tuas leis perdoa o abandono. 

Tu, da Graça eficaz único dono,

Que nunca a pena igualas ao delito,

Dá sossego ao coração aflito

Tão próximo a dormir eterno sono. 

Debaixo de uma mágica aparência,

Encobri os requintes da maldade…

Mas qual é hoje a triste consequência? 

Não me negues, Senhor, tua piedade!

Tiraste-me do abismo da imprudência,

Dá-me uma venturosa eternidade."
Poucos poemas viu editados em vida. Morreu a 4 de janeiro de 1824, Os poemas que ditou à hora da morte (os primeiros compilados e impressos) sairiam num jornal do Porto, a 6 de janeiro de 1824.
Da fama que outrora teve restam os manuscritos. Alguns estrangeiros (que, nos anos 20 do século XIX, se interessam pela historiografia literária de Portugal) referem-na, mas com alguns erros: leia-se Balbi ou Bouterwek. Garrett ainda recorda Catarina de Lencastre no Parnaso Lusitano. Mas vão-se gorando os projetos de impressão da sua obra lírica e dramática. Alguns críticos mais curiosos continuam a consultar as coleções d manuscritos da família, mas serão cada vez menos ao longo do século XIX: o espanhol Antonio Romero Ortiz, os portugueses José Osório, Francisco da Silva Inocêncio e sobretudo D. António da Costa, que consultou com algum pormenor as 5 coleções de manuscritos guardadas pela família.
A historiografia do século XX oscila entre o silêncio absoluto e o esforço de revisitação da sua obra manuscrita, a que juntam por vezes a tentativa de impressão dos inéditos: citem-se as alusões de Mendes dos Remédios, e as transcrições de Teresa Leitão de Barros, ou António Salvado. Mas os exemplos são exceções. Também por isso Catarina de Lencastre acaba por não aparecer citada nas mais comuns Histórias da Literatura Portuguesa.
Desse silêncio a vão resgatando ultimamente alguns estudos: os de Zenóbia Cunha e Maria Luísa Malato Borralho.
A edição dos muitos inéditos da sua obra resta todavia por fazer.
Ela própria tinha já resumido assim a sua vida:
"Passei dos anos a estação primeira

Livre de susto, isenta de cuidado,

O meu nome entre muitos foi levado

Sobre as asas da fama lisonjeira.

Busquei do mundo a glória verdadeira,

Que pode adquirir hum peito honrado,

Fugiu de mim o bafo envenenado

Da inveja mordaz, ímpia, e grosseira.

Amei os meus, e deles fui amada,

Viajei, e corri terras estranhas,

Cantei heróis, e de outros fui cantada.

E depois de passar coisas tamanhas,

Nada ambiciono mais, que descansada

Comer ao pé do lar quentes castanhas”.— Catarina de Lencastre